# Mehmet Fuat Köprülü

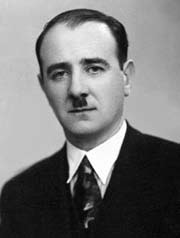
Mehmed Fuad Bey

Mehmet Fuat Köprülü bis 1934 Köprülüzade Mehmed Fuad (* 1888 in Istanbul; † 28. Juni 1966 ebenda) war ein türkischer Historiker und Politiker.
Er stammte aus der prominenten Köprülü-Familie und wurde deshalb auch Köprülüzade genannt. Er war bekannt für seine Beiträge zur Geschichte des Osmanischen Reiches, zur Geschichte Anatoliens, türkischen Folklore, Literatur und Sprache.

## Biografie
Mehmet Fuat wurde in Istanbul geboren und war ein Nachkomme der Schwester des bekannten osmanischen Großwesirs Köprülü Mehmed Pascha. Mehmet Fuat besuchte die Mercan Hochschule in Istanbul. Dann wechselte er auf die „Schule für Recht“ (Mekteb-i Hukuk), die er 1909 verließ. 1912 war er unter den Gründern des Türk Ocağı (deutsch „Türkischer Heimatverein“). Nachdem er an mehreren Schulen unterrichtet hatte, wurde er mit Unterstützung von Ziya Gökalp 1913 zum Lehrstuhlinhaber für Türkische Literatur an der Darülfünun (ab 1933 Universität Istanbul) ernannt. Hier blieb er bis 1939. 1924 war er für mehrere Monate Staatssekretär im Bildungsministerium. Im selben Jahr gründete er an der Darülfünun den Lehrstuhl für Turkologie. Nach 1939 zog er nach Ankara und lehrte dort in der Universität an den Fakultäten für Politikwissenschaften und für Künste.
Im Januar 1946 gründete er mit Refik Koraltan, Celâl Bayar und Adnan Menderes die Demokrat Parti und wurde dann nach den Parlamentswahlen 1950 zum Außenminister und ab 1955 Staatsminister. Er gilt als der führende Kopf an der Teilnahme der türkischen Streitkräfte an der NATO. Mit dem Militärputsch am 27. Mai 1960 wurde er wie viele andere Mitglieder der Demokrat Parti auf der Insel Yassıada inhaftiert. Er wurde nach den Yassıada-Prozessen freigesprochen. 1961 gründete er eine kurzlebige Partei namens Yeni Demokrat Parti (Neue Demokratische Partei). Er zog sich kurz darauf aus der Politik zurück. Mehmet Fuat starb am 28. Juni 1966 an den Spätfolgen eines Autounfalls in Ankara. Er liegt im Friedhof Çemberlitaş in einem Familiengrab neben seinem Vater.

## Werke
- Yeni Osmanlı Tarih-i Edebiyatı (1916)
- Türk Edebiyatında İlk Mutasavvıflar (1919)
  - engl. Übersetzung: Early Mystics in Turkish Literature, Routledge, London, New York 2006, ISBN 0-415-36686-0
- Nasrettin Hoca (1918)
- Türk Edebiyatı Tarihi (1920)
- Türkiye Tarihi (1923)
- Bugünkü Edebiyat (1924)
- Azeri Edebiyatına Ait Tetkikler (1926)
- Milli Edebiyat Cereyanının İlk Mübeşşirleri ve Divan-ı Türk-i Basit (1928)
- Türk Saz Şairleri Antolojisi (1930–1940, 3 Bände)
- Türk Dili ve Edebiyatı Hakkında Araştırmalar (1934)
- Les origines de l'Empire Ottoman (1934)
  - türk. Übersetzung: Osmanlı Devleti’nin Kuruluşu (1959)
  - engl. Übersetzung: The Origins of the Ottoman Empire, State University of New York Press, Albany 1992, ISBN 0-7914-0820-5
- Anadolu’da Türk Dili ve Edebiyatı’nın Tekamülüne Bir Bakış (1934)
- Edebiyat Araştırmaları Külliyatı (1966)
- İslam ve Türk Hukuk Tarihi Araştırmaları ve Vakıf Müessesesi (1983, postum)

Zwei Zeitschriftenartikel sind postum in Buchform als englische Übersetzung erschienen:
- Anadolu'da İslāmiyet (1922)
  - Islam in Anatolia after the Turkish invasion (prolegomena), University of Utah Press, Salt Lake City 1993, ISBN 0-87480-428-0
- Anadolu Selçukluları tarihi'nin yerli Kaynakları (1943)
  - The Seljuks of Anatolia. Their History and Culture According to Local Muslim Sources, University of Utah Press, Salt Lake City 1992, ISBN 0-87480-403-5

## Auszeichnungen
- Großkreuz des Bundesverdienstkreuzes (1954)
- Italien: Verdienstorden der Italienischen Republik (Großkreuz) (27. Januar 1955)[2]
- Ehrendoktorwürde der  Universität Heidelberg (1927)
- Ehrendoktorwürde der Sorbonne (1939)[3]